# Soediro
Soediro (24 avril 1911 - 1992) est un homme politique indonésien, premier gouverneur de Jakarta de 1958 à 1960.